# カリプソ娘に花束を
「カリプソ娘に花束を」（カリプソむすめにはなたばを）は、2018年2月6日に発売された、Negiccoの22作目のシングル。発売元はT-Palette Records。

## 収録曲
1. カリプソ娘に花束を  –  (4:26)
作詞・作曲：connie、編曲：YOUR SONG IS GOOD
2. 本日がスペシャル！  –  (4:16)
作詞・作曲・編曲：connie
3. カリプソ娘に花束を (inst)  –  (4:26)
4. 本日がスペシャル！ (inst)  –  (4:14)

### 7インチシングル

#### SIDE A
1. カリプソ娘に花束を

#### SIDE B
1. 本日がスペシャル！